# Čreta, Hoče-Slivnica
Čreta este o localitate din comuna Hoče - Slivnica, Slovenia, cu o populație de 294 de locuitori.